# Martin Bernal
Martin Bernal (Hampstead, 10 marzo 1937 – 9 giugno 2013) è stato un grecista e storico britannico.
Esperto di storia cinese moderna, insegna Governi e Studi del Vicino Oriente alla Cornell University. È noto soprattutto per il controverso volume intitolato Atena nera col quale tentò di provare l'origine egiziana delle lingua e della civiltà greca antica.

## Biografia
Figlio dell'artista Margaret Gardiner e del fisico irlandese John Desmond Bernal, fu educato al Dartington Hall, un'organizzazione caritatevole del King's College di Cambridge specializzata nelle arti, nella giustizia sociale e nello sviluppo sostenibile. Nel 1961, superò col massimo dei voti i tripos per l'ammissione al corso di studi orientali. Si specializzò nella lingua cinese e in storia moderna della Cina, dopo aver frequentato per alcuni periodi l'Università di Pechino. Proseguì gli studi universitari a Cambridge, e, con l'aiuto del programma Harkness Fellowship finanziato dalla fondazione Commonwealth Fund di New York, anche all'Università della California - Berkeley e a Harvard. Quattro anni più tardi, completò il dottorato a Cambridge con una tesi intitolata Chinese Socialism to 1913, a seguito della quale fu eletto fellow del King's College.
Nel '73, si trasferì negli Stati Uniti come fellow e ricercatore della Cornell University, residente nell'esclusivo collegio universitario di Telluride House. Nel 1988, divenne ordinario e insegnò in tale ateneo per tutta la sua carriera accademica fino al 2001, anno del suo pensionamento.

Inizialmente tenne la docenza di Studi governativi, proseguendo le sue ricerche sulla storia cinese moderna. Durante la Guerra del Vietnam apprese la lingua, la storia e la cultura vietnamite. Intorno al 1975, si verificò un radicale cambiamento nei suoi interessi di ricerca, che egli descrisse con le seguenti parole:
During this time, I was beginning to study Hebrew and I found what seemed to me a number of striking similarities between it and Greek...»
Durante questo periodo, stavo iniziando a studiare l'ebraico e trovai ciò che ritenevo una serie di impressionanti somiglianze con il greco..»
(Martin Bernal, Black Athena, vol. I, prefazione)
Bernal concluse che il nesso storico fra la civiltà egiziana e quella greca dovesse essere preso sul serio. Nipote dell'egittologo Alan Gardiner, fin dall'adolescenza Bernal si interessò alle vicende dell'Antico Egitto, ma la svolta nella sua attività di ricerca arrivò solamente con la lettura delle opere di Cyrus Gordon e Michael Astour, che lo guidarono alla stesura del primo volume di Black Athena.
Nel 1990 diede alle stampe Cadmean Letters: The Westward Diffusion of the Semitic Alphabet Before 1400 BC, sull'origine dell'alfabeto greco. Le teorie del libro furono derivate dal più ampio studio delle relazioni fra Egitto, Oriente e la Grecia condotto per Black Athena.
Nel '76, David Owen lo introdusse alla lettura di Joseph Naveh. Nell'aprile del '78, fu invitato a rispondere a una presentazione di L.H. Jeffrey durante una conferenza sulla trasmissione del sapere alfabetico organizzata dal Dipartimento di Studi Classici e del vicino Oriente alla Cornell University. Mentre Bernal stava riproponendo le idee di Naveh, Owen arguì che le vocali greche furono inventate nel secondo millennio da persone di lingua (e etnia) semitica per trascrivere le lingue e il sistema metrico stranieri.
Una serie di discussioni tecniche con P. Kyle McCarter definirono i contorni del problema: l'analisi epigrafica di Naveh affermava che la trasmissione doveva essersi verificata non oltre l'XI secolo a.c., in aperto contrasto con tutti i dati storici. In un primo momento, aveva fatto proprio il punto di vista tradizionale secondo il quale la parte semitica dell'alfabeto greco si fermasse alla lettera Ypsilon e che la data al più tardi della trasmissione alfabetica fosse collocabile fra il XIII e il XII secolo, al tempo della riduzione dell'alfabeto cananita da 27/28 lettere a 22. Tale soluzione, era di nuovo insoddisfacente dal punto di vista storico. Nella primavera del 1980, intuì l'esistenza di un legame fra le "lettere talmudiche" e le "nuove lettere" greche, avendo notato che negli idiomi parlate diffusi nella regione del Gurage, a sud dell'Etiopia, erano sopravvissute varie consonanti labializzate che alla fine del secondo millennio a.C. probabilmente esistevano ancora nella lingua protosemitica parlata in Asia.
Sulla base di questa osservazione, ipotizzò che  φ, phi, derivasse dalla lettera etiopica e sabea corrispondente e che fosse stata importata dalle popolazioni dell'Egeo nella prima metà del secondo millennio a.C., prima della degradazioni delle labiovelari greche secondo la regola Kw > ρ.
Ampliò quindi il discorso all'ipotesi di una simmetria fra le lingue semitiche arcaiche non più pronunciate nella lingua dei Cananiti e le "nuove lettere" greche che includeva anche  χ,ψ,ω - chi, psi, omega.
Bernal spese i vent'anni seguenti per raccogliere il materiale e scrivere gli altri due volumi di Atena nera: il secondo volume dedicato alle prove archeologiche e documentarie, e il terzo dedicato alle prove linguistiche. Trascorse anche molto tempo a difendere il suo lavoro. Nel 2001 fu nominato professore emerito, dopo il suo ritiro dalla vita accademica.
Criticando il capitolo conclusivo del secondo volume di Black Athena, Mary R. Lefkowitz riferisce che Bernal accettò l'idea di una presenza fenicia o cadmea a Tebe intorno al 1470 a.C., adducendo come prove la statua di marmo pario che celebra l'ingresso di Cadmo nella città e il passo nei quale Erodoto (5.59.1) riferisce di aver visto «lettere cadmee» in tale luogo. Secondo la studiosa, il padre della storia si sarebbe sbagliato e non avrebbe riconosciuto un falso, in virtù della somiglianza tra le lettere cadmee e quelle dell'alfabeto ionico, che il testo stesso evidenzia poco più avanti e che Bernal avrebbe ignorato acriticamente. Anche la datazione dell'arrivo di Cadmo a Tebe sarebbe incerta, poiché, se da un lato la statua datata con certezza al III secolo a.C. riflette il costume della tarda Grecità di datare e stabilire cronologie per qualsiasi cosa, i sistemi di datazione adottati - quali ad esempio l'ordinalità della generazione - erano spesso imprecisi e approssimativi, come può risultare dalla variabilità della vita media fra una generazione e quella successiva.

## Opere
- Bernal, Martin, Vietnam Signposts, London, Views Quarterly Review, 1966. (pamphlet)
- Bernal, Martin, Chinese Socialism to 1907, Ithaca, Cornell University Press, 1976, ISBN 978-0-8014-0915-8.
- Bernal, Martin, Black Athena: Afroasiatic Roots of Classical Civilization, Volume I: The Fabrication of Ancient Greece, 1785-1985, Rutgers University Press, 1987, ISBN 978-0-8135-1277-8.[14]
- Bernal, Martin, Cadmean Letters: The Transmission of the Alphabet to the Aegean and Further West Before 1400 B.C., Eisenbrauns, 1990, ISBN 978-0-931464-47-8.
- Bernal, Martin, Black Athena: Afroasiatic Roots of Classical Civilization, Volume II: The Archaeological and Documentary Evidence, Rutgers University Press, 1991.[14]
- Moore, David Chioni (a cura di), Black Athena Writes Back: Martin Bernal Responds to His Critics, Duke University Press, 2001, ISBN 978-0-8223-2706-6.
- Bernal, Martin, Black Athena: The Afroasiatic Roots of Classical Civilization, Volume III: The Linguistic Evidence, Rutgers University Press, 2006, ISBN 978-1-85343-799-1.

## Repliche
In risposta ai testi di Bernal altri studiosi pubblicarono le seguenti monografie:
- Lefkowitz, Mary, Black Athena Revisited, a cura di Guy M. Rogers, University of North Carolina Press, 1996.
- Lefkowitz, Mary, Not Out of Africa: How Afrocentrism Became an Excuse to Teach Myth as History, Basic Books, 1997.
- Lefkowitz, Mary, History Less: A Race Odyssey, Yale University Press, 2008.
- Berlinerblau, Jacques, Heresy in the University: The Black Athena Controversy and the Responsibilities of American Intellectuals, Rutgers University Press, 1999.